# Grupa cyjanianowa
Grupa cyjanianowa – grupa funkcyjna występującą w cyjanianach, o wzorze –O–C≡N. 
Od izomerycznej grupy izocyjanianowej (–N=C=O) różni się sekwencją atomów.